# Basen Arabski
Basen Arabski − część Oceanu Indyjskiego, basen oceaniczny położony w jego północno-zachodniej części, ograniczony Grzbietem Arabsko-Indyjskim i Grzbietem Malediwskim, od północy przechodzi w Morze Arabskie. Maksymalna głębokość to 5875 m, zlokalizowana w Głębi Wheatleya.